# Eriogaster catax
Eriogaster catax és una espècie de lepidòpter ditrisi de la família dels lasiocàmpids (Lasiocampidae) pròpia d'Europa central i meridional, incloent-hi la península Ibèrica.

## Descripció
Eriogaster catax fa 27-35 mm d'envergadura (mascles) i 35-45 mm (femelles). Aquesta espècie mostra un dimorfisme sexual pronunciat. Els mascles són més petits i tenen antenes plomoses; a més la part basal de l'ala davantera és de color groc taronja, mentre que la part exterior és de color rosat marró.
En les femelles les ales davanteres són més marronoses.
En ambdós sexes les ales davanteres mostren una línia transversal i una taca discal blanca dins d'una vora fosca. Les ales posteriors no tenen cap dibuix.
Les femelles són més grosses i al final de l'abdomen tenen un floc de pèls densos de color gris negre.
Els ous es desclouen a l'abril. Les larves s'alimenten de diferents espècies de Crataegus, Quercus, Betula, Populus, Prunus i Berberis. Volen de nit entre setembre i octubre.

## Distribució
Es troba a Àustria, Bèlgica, Bulgària, República Txeca, Alemanya, Hongria, Itàlia, els Països Baixos, Polònia, Sèrbia i Montenegro, Eslovàquia, i Espanya.

## Galeria

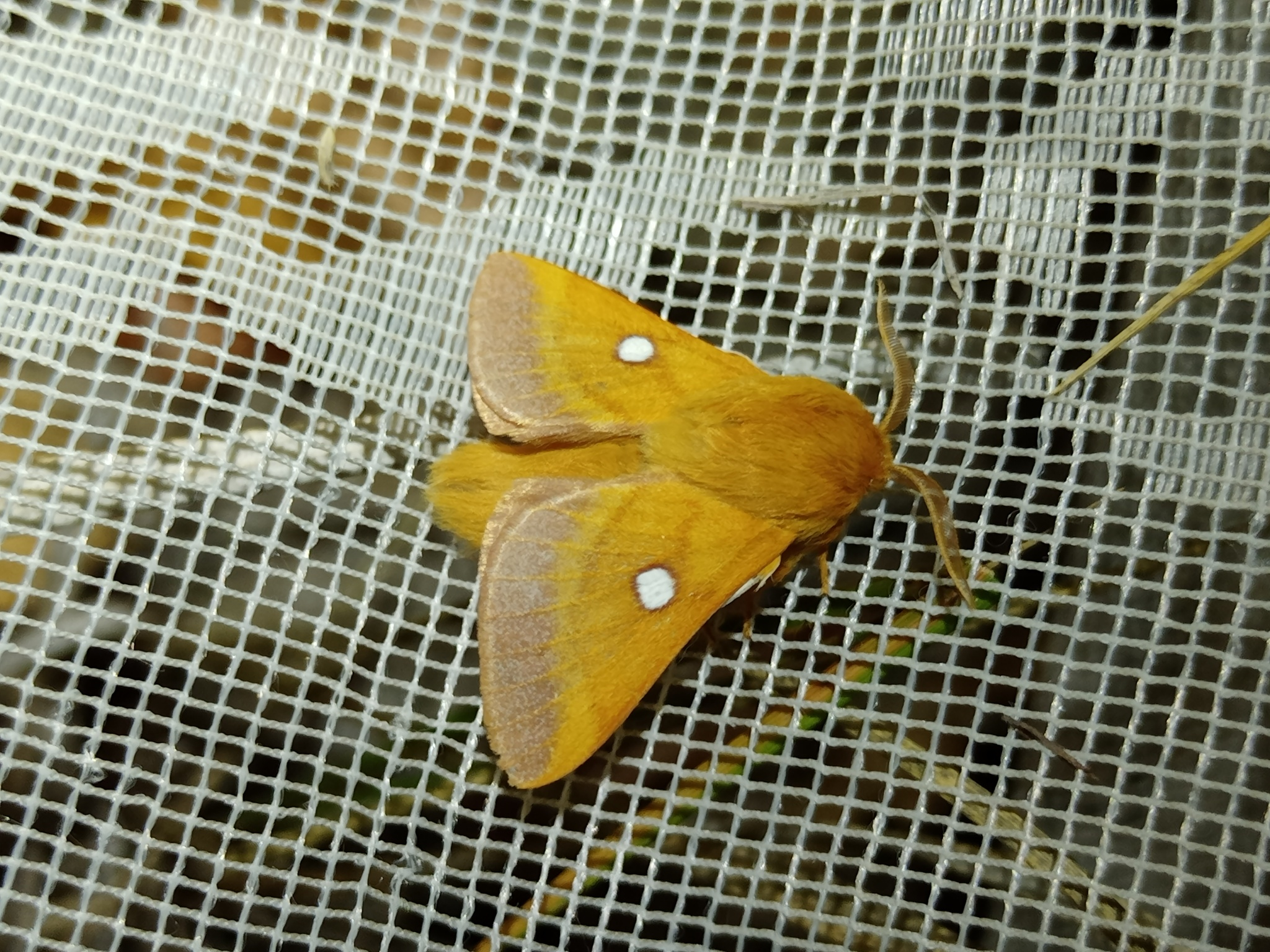
Eriogaster catax, adult
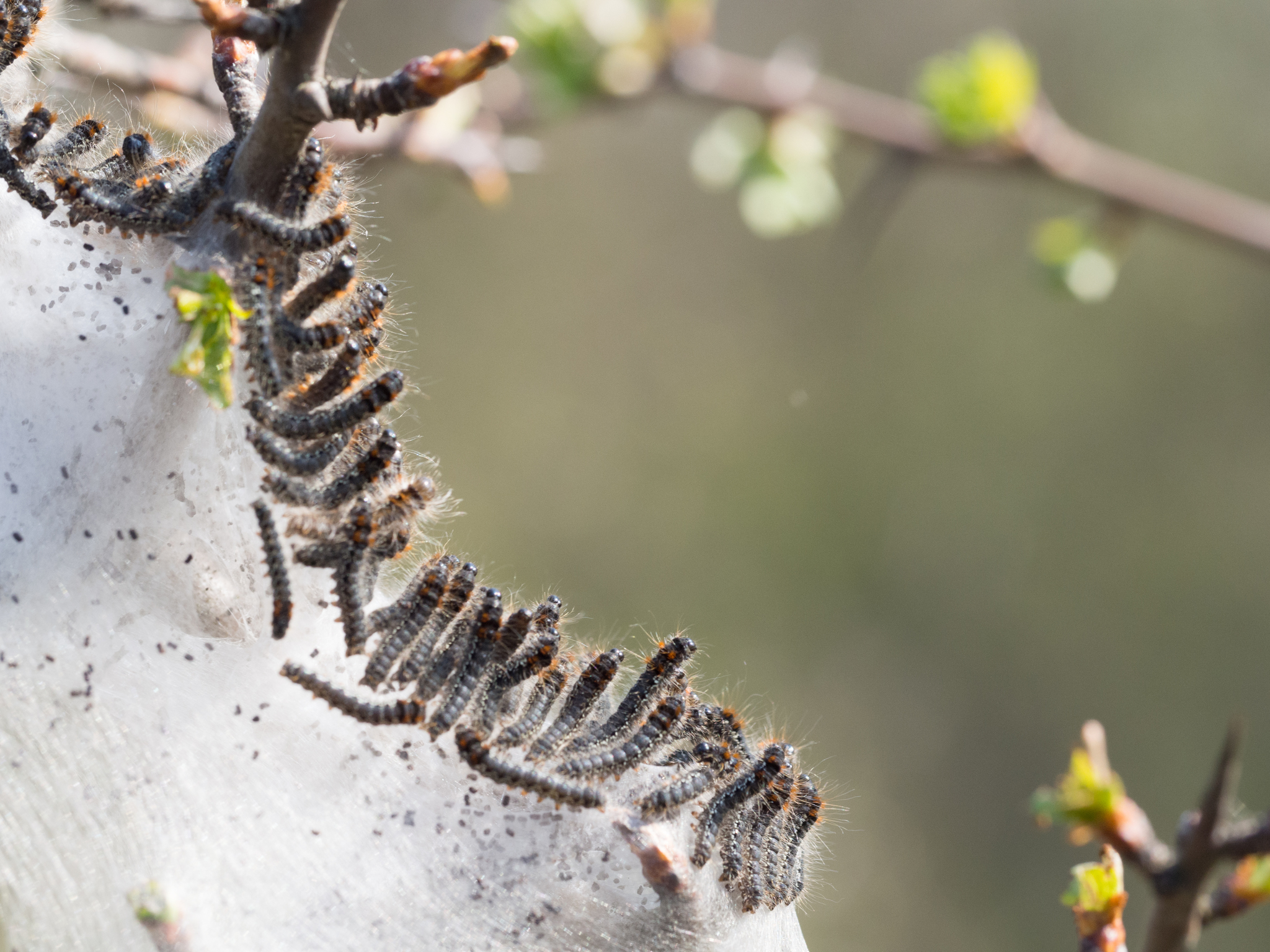
Eriogaster catax, erugues